# Hipparchia major
Hipparchia major är en fjärilsart som beskrevs av Eugen Johann Christoph Esper 1777. Hipparchia major ingår i släktet Hipparchia och familjen praktfjärilar. Inga underarter finns listade i Catalogue of Life.